# Villa del Río
Villa del Río település Spanyolországban, Córdoba tartományban. Villa del Río Lopera, Bujalance és Montoro községekkel határos. Lakosainak száma 6863 fő (2024).

## Népesség
A település népessége az elmúlt években az alábbi módon változott:
| Lakosok száma | 7213 | 7358 | 7433 | 7425 | 7469 | 7426 | 7301 | 7104 | 7016 | 6863 |
|               | 2001 | 2004 | 2006 | 2009 | 2011 | 2014 | 2016 | 2019 | 2021 | 2024 |